# Paralacydoniidae
Paralacydoniidae é uma família de Polychaeta pertencente à ordem Phyllodocida.
Géneros:
- Paralacydonia Fauvel, 1913